# 齋藤千尋
齋藤 千尋（さいとう ちひろ）は、日本のモデル、俳優。

## 人物・来歴
ファッション雑誌『men's egg』にてモデルとして活躍。
愛称はちーぼー。
2011年には俳優として『men's egg Drummers メンズエッグ・ドラマーズ』に出演するなど、活動は多岐に及ぶ。
2011年3月には、東北地方太平洋沖地震への復興支援のチャリティープロジェクトに参加。